# Dysdera osellai
Dysdera osellai là một loài nhện trong họ Dysderidae.
Loài này thuộc chi Dysdera. Dysdera osellai được miêu tả năm 1973 bởi Alicata.